# Kampung Teluk Panji
Kampung Teluk Panji is een bestuurslaag in het regentschap Labuhan Batu Selatan van de provincie Noord-Sumatra, Indonesië. Kampung Teluk Panji telt 4917 inwoners (volkstelling 2010).